# Oriol Vilapuig
Oriol Vilapuig Morera (Sabadell, Cataluña, 1964) es un artista plástico español, nieto del pintor paisajista vallesano Joan Vila Puig (1890-1963). 
Estudió tres años en la Escola d’Art i Disseny Eina de Barcelona, y posteriormente continuó sus estudios en la Facultad de Bellas Artes de la Universidad de Barcelona. En 1986 expuso sus trabajos por primera vez en la Academia de Bellas Artes de Sabadell, y cuatro años después (en 1990) en el Museo de Arte de Sabadell. En 1993 obtuvo una beca del Departamento de Cultura del Gobierno autonómico de Cataluña para ampliar estudios en Roma.
Desde mediados de los años noventa expone regularmente sus obras en centros institucionales y culturales (Universidad de Valencia, 1994; Club Diario Levante de Valencia, 1999 y 2006; Sala de Arte de la Universidad de Málaga, 2001) y en galerías de arte y museos (Fúcares de Madrid, 1996, 1999 y 2002; My Name’s Lolita de Valencia, 1996 y 2004; Sandunga de Granada, 1999 y 2003; Joan Prats de Barcelona 2000, 2001 y 2006; Museo de arte de Sabadell, 2003). En 2005 es invitado por la Fundación Santa María de Albarracín (Teruel) a participar en el ciclo Estancias Creativas, pasando tres meses en el pueblo turolense, que culminaron, en agosto de ese mismo año, con una exposición de sus obras en el antiguo Palacio Episcopal y en la Torre de doña Blanca del citado municipio.
En el curso académico 2007-2008, Vilapuig participó en el proyecto Comenius BECA (Building European Citizenship through the Arts) del Centro de Educación Infantil y Primaria (CEIP) La Roureda de Sabadell, trabajando con los alumnos del ciclo inicial y con la aportación de un artista local de la capital vallesana. Asimismo, es profesor de los Tallers d'Art de l'Escola Illa, dependiente del Ayuntamiento de su ciudad natal.
Entre sus últimas muestras cabe destacar De la naturaleza de las cosas (Galería La Caja Negra de Madrid, primavera de 2008) y la reposición de Dels assaigs (De los ensayos) (Galería Joan Prats de Barcelona, primavera de 2009), muy marcada esta última por la influencia filosófica del ensayista Michel de Montaigne (cuya obra capital, los Essais (Ensayos), inspiró el título de la exposición).
Su obra forma parte de algunas colecciones permanentes, entre las que destacan la del Museo Nacional Centro de Arte Reina Sofía (Madrid), la del Museo de Bellas Artes de Álava, la colección Testimoni de La Caixa, la colección Banc de Sabadell, la de la Universidad de Valencia y la del Museo de Arte de Sabadell.

## Exposiciones

### Individuales
[cita requerida]
- 1986 – Academia de Bellas Artes de Sabadell
- 1987 – Estudi Quasar (Sabadell)
- 1990 – Espai 83 (Museo de Arte de Sabadell)
- 1991 – Cercle Cultural de la Fundació La Caixa (Granollers)
- 1992 – Galería Quart (Barcelona)
- 1994 – Conte d’Hivern (Universidad de Valencia)
- 1995 – Jardins sota la pluja (Librería Crisol, Valencia)
- 1995 – Galería Ignasi Boxareu (Sabadell)
- 1996 – Galería My Name’s Lolita (Valencia)
- 1996 – Galería Fúcares (Almagro, Ciudad Real)
- 1996 – Galería Fúcares (Madrid)
- 1997 – Galería 16 (San Sebastián)
- 1997 – Galería Siboney (Santander)
- 1997 – New Art’ 97 (Galería Joan Prats, Barcelona)
- 1997 – Galería Marisa Marimon (Orense)
- 1999 – Els ulls de Pan (Club Diario Levante de Valencia)
- 1999 – Galería Fúcares (Madrid)
- 1999 – Galería Fúcares (Almagro, Ciudad Real)
- 1999 – Galería Sandunga (Granada)
- 2000 – Galería Joan Prats (Barcelona)
- 2001 – Dels assaigs (Sala de Arte de la Universidad de Málaga)
- 2001 – Galería Joan Prats (Barcelona)
- 2002 – Res (Galería Fúcares, Madrid)
- 2003 – Galería Sandunga (Granada)
- 2003 – Museo de Arte de Sabadell
- 2004 – Galería My Name’s Lolita (Valencia)
- 2005 – El placer y la sombra (Palacio Episcopal y Torre de doña Blanca de Albarracín, Teruel)
- 2006 – El placer y la sombra (Club Diario Levante, Valencia)
- 2006 – Galería Joan Prats (Barcelona)
- 2008 – De la naturaleza de las cosas (Galería La Caja Negra, Madrid)
- 2009 – Dels assaigs (Galería Joan Prats, Barcelona)

### Colectivas
[cita requerida]
- 1984 – V Bienal de Arte de Barcelona (Caixa de Barcelona)
- 1989 – II Biennal del Vallès (Cercle Cultural de la Fundació La Caixa, Granollers)
- 1990 – III Biennal del Vallès (Cercle Cultural de la Fundació La Caixa, Granollers)
- 1991 – Límits (Casal Pere Quart, Sabadell)
- 1992 – 3 Biennals/7 artistes (Fundació La Caixa, Reus, Vich y Granollers)
- 1992 – Romantic Spanish Paintings (Galería Long & Ryle, Londres, Inglaterra)
- 1992 – Natural and Reverie (Victoria Art Gallery, Museo de Arte de Bath, Inglaterra)
- ? – Eina: Homenatge a Joan Miró (Galería Carles Taché, Barcelona)
- 1996-2003 – ARCO Feria Internacional de Arte Contemporáneo (Madrid)
- ? – 6 contemporanis del BS (Museo de Arte de Cerdanyola, Cerdanyola del Vallès, Barcelona)[12]